# Junior Hoilett
David Wayne „Junior“ Hoilett (* 5. Juni 1990 in Brampton, Ontario) ist ein kanadischer Fußballspieler mit jamaikanischen Wurzeln, der beim schottischen Verein Hibernian Edinburgh unter Vertrag steht.

## Karriere

### Verein
Hoilett begann seine Karriere bei den Blackburn Rovers, für die er in der Jugendmannschaft spielte. Von Januar bis Juni 2008 wurde er an den SC Paderborn 07 ausgeliehen. Am 3. Februar 2008 debütierte Hoilett in der 2. Fußball-Bundesliga, als er beim Spiel gegen Kickers Offenbach eingewechselt wurde. In der Spielzeit 2008/09 spielte er in der 2. Liga für den FC St. Pauli ebenfalls auf Leihbasis. Zur Saison 2009/10 kehrte Hoilett zu den Blackburn Rovers zurück; sein Vertrag lief bis Sommer 2012. Ende Juli 2012 unterschrieb er beim Premier-League-Klub Queens Park Rangers einen Vierjahresvertrag. Nach Vertragsende war er zunächst vereinslos.
Am 10. Oktober 2016 unterschrieb er einen bis Sommer 2017 laufenden Vertrag beim englischen Zweitligisten Cardiff City. Das Engagement dauerte insgesamt fünf Jahre lang an (inklusive einer Saison 2018/19 in der Premier League) und anschließend wechselte er per Einjahresvertrag im August 2021 zum Zweitligakonkurrenten FC Reading. Anfang September 2023 wechselte er nach Kanada zu den Vancouver Whitecaps.
Am 16. Februar 2024 unterschrieb Hoilett einen Vertrag bis zum Ende der Saison 2023/24 beim schottischen Erstligisten FC Aberdeen und traf dort wieder auf Trainer Neil Warnock, mit dem er bereits bei den Queens Park Rangers and Cardiff City zusammenarbeitete. Nachdem sein Vertrag in Aberdeen ausgelaufen war, verblieb Hoilett in Schottland und unterschrieb bei Hibernian Edinburgh.

### Nationalmannschaft
Seit seinem ersten Länderspieleinsatz am 13. Oktober 2015 in einem Spiel gegen Ghana ist er kanadischer A-Nationalspieler. Mit Kanada nahm er am Gold Cup 2017 und 2019 teil.

## Sonstiges
Hoiletts jüngerer Bruder Jaineil (* 1992) ist ebenfalls Profifußballer.